# Gnojna
Gnojna – wieś w Polsce położona w województwie opolskim, w powiecie brzeskim, w gminie Grodków.
Wieś typu łańcuchowego, biegnąca wzdłuż krętego potoku o tej samej nazwie.
W latach 1945–54 wieś należała i była siedzibą gminy Gnojna w powiecie strzelińskim, województwie wrocławskim. Gmina Gnojna obejmowała pozą gromadą Gnojna również gromady Jeszkotle, Karnków, Rożnów i Zielonkowice (rok 1952). W latach 1954–1972 wieś należała i była siedzibą władz gromady Gnojna, która w 1955 r. została przeniesiona z powiatu strzelińskiego w województwie wrocławskim, do powiatu grodkowskiego w województwie opolskim. 

## Zabytki
Do wojewódzkiego rejestru zabytków wpisane są:
- kościół par. pw. MB Różańcowej, z XV/XVI w., XVIII w. W kościele tym do 1740 r. odprawiane były nabożeństwa w języku polskim. Całkowita germanizacja wsi nastąpiła w drugiej połowie XVIII w.
- park dworski, z k. XIX w.